# 謝牧
謝牧（1393年—？），字謙牧，江西吉安府安福縣人，明朝政治人物。進士出身。

## 生平
江西鄉試第三十六名。宣德五年（1430年）丁丑科會試第三十二名，殿試登進士第三甲第十九名。

## 家族
曾祖謝俊卿。祖父謝顏良。父亲謝尚哲。